# عكوس (جنس قشريات)
عَكُوس (الاسم العلمي: Ixa)، جنس من السرطانات الحصوية في منطقة الهندي-الهادي من فصيلة المقوسيات. أُنشئ الجنس من قبل ويليام إلفورد ليتش في عام 1816. أحد أنواعه، هو سلطعون البحر الأحمر الحصوي (Ixa monodi)، وهو مهاجر لسبسي وقد وصف النوع لأول مرة للعلم من العينات التي جُمعت في البحر الأبيض المتوسط على الرغم من أن النوع موطنه الأصلي البحر الأحمر واستعمرت شرق البحر الأبيض المتوسط عبر هجرتها من قناة السويس.

## الأنواع
أنواع عكوس هي التالية
- Ixa acuta (Tyndale-Biscoe & George, 1962)
- Ixa cylindrus (يوهان كريستيان فابريكيوس, 1777)
- Ixa edwardsii (H. Lucas, 1858)
- Ixa holthuisi (Tirmizi, 1970)
- Ixa inermis (وليام ليتش, 1817)
- Ixa investigatoris (Chopra, 1933)
- Ixa monodi (Holthuis & Gottlieb, 1956)
- Ixa profundus (Zarenkov, 1994)
- Ixa pulcherrima (Haswell, 1879)